# The Poodles
The Poodles é uma banda sueca de hard rock formada em 2005.

## História
A história do The Poodles iniciou em 2006, quando o vocalista Jakob Samuel (Talisman, Jekyll and Hyde, etc.), o guitarrista Pontus Norgren (Bai Bang, Great King Rat, Talisman, Humanimal, Jekyll and Hyde, Zan Clan, etc.), o baixista Pontus Egberg (Lion's Share, Dark illusion, Ignition, Zan Clan) e o baterista Christian Lundqvist (R.A.W.) se uniram para formar a banda. Uma de de suas primeiras apresentações foi no Eurovision (festival de música européia) com a faixa "Night Of Passion".
Logo em seguida, gravaram o primeiro disco, Metal Will Stand Tall, lançado em 10 de Maio do mesmo ano e contando com a produção de Johan Lyander e Matti Alfonzetti e, entre participações e coescritores de algumas músicas, nomes como Holly Knight, Mats Leven, Tommy Denander, Jonas Reingold e Marcel Jacob. O álbum foi seguido de um uma turnê pelo velho continente europeu, com apresentações ao lado do grupo também sueco Hammerfall.
Já em 2007, no dia 25 de abril, a banda lançou o Single "Seven Seas", contendo duas versões da faixa título: uma original com a participação especial do astro de cinema Peter Stormare e uma versão em karaokê. Veio então o álbum Sweet Trade, em 26 de setembro de 2007 na Suécia e em 10 de outubro em outros lugares da Europa.
Em 20 de maio de 2009, agora com a gravadora AFM Records e com Henrik Bergqvist (guitarra) no lugar de Pontus Norgren, que saiu da banda para entrar no Hammerfall, foi lançado o álbum Clash of the Elements.
Em 2018, a banda lançou o álbum Prisma, composto de covers de canções pop clássicas e atuais.

## Membros

### Formação atual
- Jakob Samuel - vocal
- Henrik Bergqvist - guitarra
- Pontus Egberg - baixo
- Christian Lundqvist - bateria

## Discografia
- Metal Will Stand Tall (2005)
- Sweet Trade (2007)
- Clash Of The Elements (2009)
- In The Flesh - DVD (2010)
- No Quarter - Live (2010)
- Performocracy (2011)
- Tour De Force (2013)
- Devil in the Details (2015)
- Prisma (2018)